# Songhai
Los songhai (también songhay, sonrai o sonray) son un pueblo de África Occidental que hablan las lenguas songhai, la lingua franca del Imperio Songhai que dominó el Sahel occidental en los siglos XV y XVI. Los songhai se encuentran principalmente en todo Malí y la región occidental sudánica (no confundir con el país). El nombre songhai no es históricamente ni una designación étnica ni lingüística, sino el nombre de una casta gobernante del Imperio Songhai. En Malí se ha adoptado como una autodesignación étnica, pero otros grupos que hablan songhai se identifican a sí mismos mediante otros términos étnicos como zarma (o djerma, el mayor subgrupo de los songhai) o isawaghen. El dialecto Koyraboro Senni hablado en Gao es ininteligible para los hablantes del dialecto zaarma hablado en Níger, de acuerdo al menos con un informe. Las lenguas songhay suelen venir de modo general de las lenguas nilo-saharianas pero esta clasificación sigue siendo controvertida: Dimmendaal (2008) cree que por el momento es mejor considerarla como una familia lingüística independiente.
Fue gracias a una de las antiguas conquistas de Malí, el reino de Gao, que el mayor imperio de Sudán occidental surgió. Aunque la ciudad de Gao había sido ocupada por la dinastía Songhai con anterioridad a la conquista llevada a cabo en 1325 por Mansa Musa, no fue hasta mucho después que el Imperio Songhai emergió. El Imperio se alzó bajo la batuta del influyente estratega militar y rey songhai Sonni Ali Ber. Comenzó su ascenso en 1468 cuando Sonni Ali conquistó buena parte de los territorios del debilitado Imperio de Malí, así como Tombuctú, famosa por sus universidades islámicas, y la determinante ciudad comercial de Djenné. Entre los académicos y eminencias más notables del país se encuentran Ahmed Baba, un distinguido historiador frecuentemente citado en el Tarikh al-Sudan y otros trabajos. Su pueblo lo formaban mayoritariamente pescadores y comerciantes. Siguiendo la muerte de Sonni Ali, diferentes facciones musulmanas se rebelaron contra su sucesor e instalaron al general de etnia soninke Askia Muhammad (anteriormente Muhammad Tuore), quien fue el primer y más importante gobernante de la dinastía Askia (1492–1592). Bajo los Askias, el Imperio Songhai alcanzó su cenit.
Tras Askia Muhammad, el Imperio comenzó a colapsar. Era enorme y difícilmente manejable. El Reino de Marruecos vio las todavía florecientes industrias de la sal y el oro de los songhai decidiendo que serían un buen activo, y lo invadió, precipitando su caída. Captaron el interés de Jean Rouch, quien los filmó en Los magos de Wanzerbe (1951) y del antropólogo americano Paul Stoller.
Morgan Freeman y Kimberly Elise son dos conocidos descendientes de los songhai.